# پارک هانا
این یک نام کره‌ای است؛ نام خانوادگی پارک است.
پارک هانا (کره‌ای: 박하나؛ زادهٔ ۲۵ ژوئیه ۱۹۸۵) بازیگر اهل کره جنوبی است. پارک حرفهٔ سرگرمی خود را در سال ۲۰۰۳ و و به عنوان عضو گروه آیدل فانی آغاز کرد. سپس او به سمت بازیگری رفت و به عنوان نقش اصلی در آفتاب نیمه شب آپگوجونگ (۲۰۱۴) ایفای نقش کرد.

## فیلم‌شناسی

### فیلم
| سال  | عنوان           | نقش                         | توضیحات        |
| ---- | --------------- | --------------------------- | -------------- |
| ۲۰۱۲ | لاو فیکشن       | مهماندار هواپیما ۱          |                |
| ۲۰۱۳ | قلبمو بدزد      | زن تحویل دهنده خانه لی هوته |                |
| ۲۰۱۵ | شاهدخت مغولستان | هانا                        |                |
| ۲۰۲۲ | ناخن گوش        | بویونگ                      | فیلم تلویزیونی |

### مجموعه تلویزیونی
| سال       | عنوان                       | نقش                 | منابع  |
| --------- | --------------------------- | ------------------- | ------ |
| ۲۰۱۲      | دوازده مرد در یک سال        |                     |        |
| ۲۰۱۲      | خانم پاندا و آقای جوجه تیغی | پارک هانا           |        |
| ۲۰۱۳      | قابلمه‌های طلا               | دستیار مدیر کیم     |        |
| ۲۰۱۳      | دو هفته                     | جانگ یونگ جا        |        |
| ۲۰۱۳      | دوشیزه کره                  | هان سوجین           |        |
| ۲۰۱۳      | ملکه کی                     | ووهی                | [ ۵ ]  |
| ۲۰۱۴      | آفتاب نیمه شب آپگوجونگ      | بک یا (بک سون دونگ) |        |
| ۲۰۱۵      | دراما سیتی «ماه قرمز»       | بانو هه‌گیونگ        | [ ۶ ]  |
| ۲۰۱۶      | قول                         | جانگ سه جین         | [ ۷ ]  |
| ۲۰۱۶      | دراما سیتی «هوم سوییت هوم»  | سون جی-آه           |        |
| ۲۰۱۶      | هنوز دوستت دارم             | کیم بیت نا          | [ ۸ ]  |
| ۲۰۱۷      | دختران نسل ۱۹۷۹             | هونگ دو هوا         | [ ۹ ]  |
| ۲۰۱۷      | قهرمانان غیرمنتظره          | نو دول هی           |        |
| ۲۰۱۸      | خریدار شخصی مرموز           | هونگ سه یون         | [ ۱۰ ] |
| ۲۰۱۸      | تنها عشق من                 | سونگ سو-هیون        |        |
| ۲۰۱۹      | عشق در غم                   | یون ماری            |        |
| ۲۰۱۹      | رویاهای مختلف               | چا جونگ مین         | [ ۱۱ ] |
| ۲۰۱۹      | نمایش بزرگ                  | کیم هه جین          | [ ۱۲ ] |
| ۲۰۲۰      | قول مرگبار                  | چا اون دونگ         | [ ۱۳ ] |
| ۲۰۲۰      | بار مرموز                   | سونگ می ران         |        |
| ۲۰۲۱      | بانوی جوان و جنتلمن         | جوسا-را             | [ ۱۴ ] |
| ۲۰۲۱      | درام ویژه – هی سو           | کیم سانگ می         | [ ۱۵ ] |
| ۲۰۲۲–۲۰۲۳ | انتقام عروس                 | اون سو یون          | [ ۱۶ ] |
| ۲۰۲۲      | درام ویژه – ناخن گوش        | بویونگ              | [ ۱۷ ] |

### مجموعه اینترنتی
| سال  | عنوان     | نقش       | توضیحات   | منابع  |
| ---- | --------- | --------- | --------- | ------ |
| ۲۰۲۲ | صدای جادو | مین جی سو | حضور ویژه | [ ۱۸ ] |

### برنامه تلویزیونی
| سال        | عنوان           | نقش  | منابع  |
| ---------- | --------------- | ---- | ------ |
| ۲۰۱۷–اکنون | Rumor Has It    | مجری |        |
| ۲۰۲۲       | تور دنیای تاریک | مجری | [ ۱۹ ] |

### موزیک ویدئو
| سال  | نام آهنگ                              | آرتیست                           |
| ---- | ------------------------------------- | -------------------------------- |
| ۲۰۰۸ | «جوان نیست» (Not Young)               | یوکیس                            |
| ۲۰۱۱ | «اگر چه کمی دور» (Although A Bit Far) | پارک مین هه (بیگ ماما) و کویین‌بی |
| ۲۰۱۲ | «آقای دیوانه» (Mr. Crazy)             | کلد چری                          |

## ترانه‌شناسی
| سال  | عنوان        | توضیحات                                     |
| ---- | ------------ | ------------------------------------------- |
| ۲۰۱۲ | «Love Stops» | ترانه از اواس‌تی خانم پاندا و آقای جوجه تیغی |

## جوایز و نامزدی‌ها
| مراسم جایزه            | سال  | دسته                                      | نامزد / اثر            | نتیجه    | منابع            |
| ---------------------- | ---- | ----------------------------------------- | ---------------------- | -------- | ---------------- |
| جوایز ستارگان ای‌پی‌ای‌ان | ۲۰۲۲ | جایزه بازیگر برتر زن در یک سریال درام     | بانوی جوان و جنتلمن    | نامزدشده | [ ۲۰ ]           |
| جوایز مدل آسیا         | ۲۰۱۵ | جایزه ستاره تازه‌کار                       | پارک‌ها نا              | برنده    | [ نیازمند منبع ] |
| جوایز درامای کی‌بی‌اس    | ۲۰۱۸ | جایزه بازیگر برتر زن در یک درام روزانه    | خریدار شخصی مرموز      | برنده    | [ ۲۱ ]           |
| جوایز درامای کی‌بی‌اس    | ۲۰۲۰ | جایزه بازیگر برتر زن در یک درام روزانه    | قول مرگبار             | برنده    | [ نیازمند منبع ] |
| جوایز درامای کی‌بی‌اس    | ۲۰۲۱ | جایزه بازیگر برتر زن در یک سریال درام     | بانوی جوان و جنتلمن    | برنده    | [ ۲۲ ]           |
| جوایز درامای ام‌بی‌سی    | ۲۰۱۵ | بهترین بازسگر تازه‌کار زن در یک سریال درام | آفتاب نیمه شب آپگوجونگ | برنده    | [ ۲۳ ]           |